# Польське наукове товариство у Львові
Наукове товариство у Львові (пол. Towarzystwo Naukowe we Lwowie) — польське наукове товариство, засноване в 1901 році у Львові Освальдом Бальцером. Первісна назва організація була Асоціація підтримки польської науки. У 1920 році назву було змінено на Наукове товариство у Львові, а після Другої світової війни, коли Львів було анексовано Радянським Союзом, організацію було перенесено до Вроцлава, де вона існує під назвою Вроцлавське наукове товариство .
Товариство було найавторитетнішою з наукових організацій Львова. Його метою був розвиток і прогрес наук у всіх галузях людських знань. Воно було розділене на три факультети:
- філологічний;
- історико-філософський;
- математично-природничий.

Також була секція історії мистецтв і культури.
Щороку в червні відбувались загальні збори, на яких директор та генеральний секретар складали звіт про діяльність Товариства. Його фінансував польський уряд, а також власний фонд та приватні меценати.
У 1901 році президентом Товариства обрано Антоній Малецький, віце-президентом був Освальд Бальцер, скарбником Марселій Хламач, секретарем Пшемислав Домбковський. З 1927 року Товариством керував Освальд Бальцер, а заступником був Владислав Абрагам.
Серед членів Товариства були такі відомі імена, як Ян Бодуен де Куртене, Александер Брукнер, Стефан Банах, Генрік Арцтовський, Бенедикт Дибовський, Гуго Штейнгауз, Жозеф Бабінскі та Рудольф Вайгль.